# بر براهي

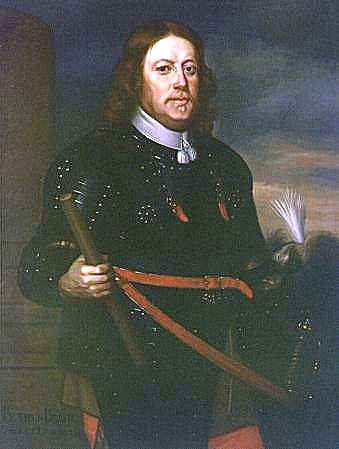
بر براهي

الكونت بر براهي (بالسويدية Per Brahe، وبالفنلندية Pietari Brahe؛ 18 فبراير 1602 - 2 سبتمبر، 1680) جندي ورجل دولة سويدي. كان مستشار خاص للملك من سنة 1630 واللورد السامي ستيوارد من عام 1640.
ولد براهي في جزيرة ريدبوهولم (تتبع الآن بلدية أوستيراكر) في أوبلاند. حفيد بر براهي (الأكبر) (1520-1590)، أحد مستشاري الملك غوستاف الأول الخاصين، جعله الملك إريك الرابع عشر كونتاً على فيسينغسبورغ، عـُرف أيضاً كمستكمل لكتاب بيدير سفارت حول غوستافوس، ومؤلف كتاب أويكونوميكا في سنة 1585 وهو دليل للنبلاء الصغار. بعد انهاء براهي لتعليمه مسافراً لعدة سنوات بالخارج، أصبح تشامبرلين في عام 1626 للملك غوستاف أدولف، الذي حصل على صداقته الدائمة.
قاتل بامتياز في بروسيا خلال السنوات الثلاث الأخيرة من الحرب البولندية (1626-1629) وأيضا، كعقيد في فوج الخيول في عام 1630 في ألمانيا. بعد وفاة غوستافوس أدولفوس في 1632 اخرط بالنشاط السياسي. انتخب رئيسا رغستاغ في 1629، وفي العام التالي تم إنشاء مجلس الملكة الخاص. في عام 1635 التي أدار بها المفاوضات من أجل التوصل إلى هدنة مع بولندا (معاهدة ستومسدورف).
عين مرتين حاكماً عاماً على فنلندا الأولى بين عامي 1637-1640 والثانية بين 1648-1654، قدم خلالها هذا البلد خدمات لا تقدر بثمن بحكمته وحكمه الرشيد. قام بإصلاحلات إدارية جذرية، وأنشأ نظاماً بريدياً، وأسس عشرة مدن جديدة، حسـّن وتطـوّر التجارة والزراعة، وشجـّع التعليم بشكل كبير جداً. قام في عام 1640 بافتتاح أكاديمية توركو الملكية التي كان مؤسسها وعميدها الأول. لا يزال حتى اليوم تعبير "Kreivin aikaan" الذي يعني حرفياً «وقت الكونت» باللغة الفنلندية يراد بقوله «في الوقت المناسب». تحمل قاعدة تمثاله في توركو نقش يقول: «لقد كان سعيدأ جيداً بالأرض والأرض معي».
بعد وفاة الملك كارل العاشر في عام 1660، وبصفته اللورد السامي ستيوارد، أصبح براهي واحداً من الأوصياء على عرش السويد للمرة الثانية (شغل نفس المنصب أثناء طفولة كريستينا، 1632-1644)، أثناء سنة 1660 الصعبة كان قد تحكم كامل للشؤون الخارجية والداخلية على حد سواء. توفي في 2 سبتمبر، 1680، في مكتبه بوغيسوند القلعة في أوبلاند. كما اجرى والقلاع في فيسينغسبورغ فيسينغسو وبراهيهوس من غرانا قي البر الرئيسى، حيث خلال حياته انه اجرى أكثر من أبهة ملكي.
سميت مدينة راهي الفنلندية نسبة له.

## روابط خارجية
- بر براهي على موقع الموسوعة البريطانية (الإنجليزية)